# Wutan, Chongqing
Wutan (kinesiska: 吴滩) är en köping i sydvästra Kina. Den ligger i stadsdistriktet Jiangjin i storstadsområdet Chongqing, omkring 60 kilometer sydväst om det centrala stadsdistriktet Yuzhong. Antalet invånare är 29 206. Befolkningen består av 14 398 kvinnor och 14 808 män. Barn under 15 år utgör 15,0 %, vuxna 15-64 år 66 %, och äldre över 65 år 18,0 %.